# Vielle-Saint-Girons
Vielle-Saint-Girons är en kommun i departementet Landes i regionen Nouvelle-Aquitaine i sydvästra Frankrike. Kommunen ligger i kantonen Castets som tillhör arrondissementet Dax. År 2022 hade Vielle-Saint-Girons 1 451 invånare.

## Befolkningsutveckling
Antalet invånare i kommunen Vielle-Saint-Girons
Referens:INSEE